# USS Edison (DD-439)
USS Edison (DD-439) là một tàu khu trục lớp Gleaves được Hải quân Hoa Kỳ chế tạo trong Chiến tranh Thế giới thứ hai. Nó đã tham gia suốt Thế Chiến II, sống sót qua cuộc xung đột, ngừng hoạt động năm 1946 và bị tháo dỡ năm 1966. Nó là chiếc tàu chiến đầu tiên của Hải quân Hoa Kỳ được đặt theo tên Thomas Edison (1847-1931), nhà sáng chế lừng danh đã phát mình nhiều thiết bị quan trọng.

## Thiết kế và chế tạo
Edison được chế tạo tại xưởng tàu của hãng Federal Shipbuilding and Drydock Company ở Kearny, New Jersey. Nó được đặt lườn vào ngày 18 tháng 3 năm 1940; được hạ thủy vào ngày 23 tháng 11 năm 1940, và được đỡ đầu bởi bà Thomas Alva Edison. Con tàu được cho nhập biên chế cùng Hải quân Hoa Kỳ vào ngày 31 tháng 1 năm 1941 dưới quyền chỉ huy của Thiếu tá Hải quân A. C. Murdaugh.

## Lịch sử hoạt động
Sau khi được đưa vào hoạt động, trong những tháng tiếp theo, Edison hoạt động tại vùng bờ Đông trong các nhiệm vụ huấn luyện, tập trận cùng hạm đội, vận chuyển nhân sự và thư tín đến Argentia, Newfoundland. Vào tháng 11 năm 1941 nó hộ tống một đoàn tàu vận tải đi Iceland, chuyến đầu tiên trong số nhiều chuyến đi sau đó nhằm duy trì tuyến đường vận tải tiếp liệu chiến lược đến các căn cứ phía Bắc và đến quần đảo Anh.
Vào ngày 24 tháng 10 năm 1942, Edison khởi hành từ Norfolk, Virginia cùng một đội đặc nhiệm tham gia Chiến dịch Torch, cuộc đổ bộ của lực lượng Đồng Minh lên Bắc Phi. Đội đặc nhiệm đi đến ngoài khơi Fedhala, Maroc vào ngày 8 tháng 11, và chiếc tàu khu trục đã đối đầu với các khẩu đội pháo bờ biển và tàu khu trục đối phương tại mũi Fadhala, bảo vệ cho tàu bè tại bãi đổ bộ trong khuôn khổ trận Hải chiến Casablanca. Quay trở về Norfolk vào ngày 1 tháng 12, nó thực hiện một chuyến đi đến các cảng trong vùng vịnh Mexico hộ tống các tàu chở dầu, rồi tiếp nối các hoạt động hộ tống vặn tải từ New York và Norfolk đến Casablanca và Oran.
Từ tháng 7 năm 1943 đến tháng 2 năm 1944, Edison phục vụ tại Địa Trung Hải. Vào ngày 10 tháng 7, nó bắn pháo hỗ trợ cho lực lượng đổ bộ lên Sicily trong khuôn khổ Chiến dịch Husky, nơi nó hộ tống các đoàn tàu vặn tải tăng viện và tiếp liệu từ Algiers và Bizerte cho đến tháng 9. Sau đó, nó hộ tống cho các tàu vận chuyển trong Chiến dịch Avalanche, cuộc đổ bộ của lực lượng Đồng Minh lên Salerno, vào ngày 9 tháng 9, và tiếp tục ở lại ngoài khơi các bãi đổ bộ bảo vệ cho các tàu quét mìn cũng như bắn pháo hỗ trợ cho cuộc tiến quân của binh lính trên bờ. Tiếp tục làm nhiệm vụ hộ tống tại khu vực Địa Trung Hải vào ngày 16 tháng 12, nó đã bảo vệ trong khi tàu chị em Woolsey tấn công tàu ngầm U-boat Đức U-73 bằng mìn sâu, buộc đối thủ phải nổi lên mặt nước rồi đánh chìm nó bằng hải pháo; Edison đã vớt được 11 người sống sót. Vào ngày 21 tháng 1 năm 1944, nó đi đến ngoài khơi Anzio trong khuôn khổ Chiến dịch Shingle, bắn pháo hỗ trợ cho lực lượng Đồng Minh bị phong tỏa và hộ tống các tàu vận chuyển và tàu hàng đi đến bãi đổ bộ cho đến tháng 2, khi nó lên đường quay trở về nhà để đại tu.
Edison quay trở lại khu vực Địa Trung Hải vào ngày 1 tháng 5 để làm nhiệm vụ hộ tống và tuần tra ngoài khơi bờ biển nước Ý. Đến ngày 15 tháng 8, nó tham gia Chiến dịch Dragoon, cuộc đổ bộ của lực lượng Đồng Minh lên miền Nam nước Pháp. Cho đến cuối năm đó, nó tiếp tục vai trò bắn phá các khẩu đội pháo bờ biển, đường sắt và điểm tập trung quân đối phương cũng như tuần tra. Tại vào ngày 17 tháng 1 năm 1945, nó được đại tu trước khi hộ tống một đoàn tàu đi sang Le Havre vào tháng 4 và tháng 5.
Edison khởi hành từ New York vào ngày 8 tháng 6 để đi sang vùng bờ Tây, và đang được huấn luyện tại Trân Châu Cảng khi chiến tranh kết thúc. Nó đi đến Nhật Bản vào tháng 9 để làm nhiệm vụ chiếm đóng, rồi khởi hành từ Nagoya vào ngày 3 tháng 11 để làm nhiệm vụ trạm quan trắc thời tiết tại khu vực quần đảo Aleut. Chiếc tàu khu trục quay trở về San Francisco, California vào ngày 30 tháng 12, rồi tiếp tục đi sang vùng bờ Đông, nơi nó được cho xuất biên chế và đưa về lực lượng dự bị tại Xưởng hải quân Charleston vào ngày 18 tháng 5 năm 1946. Nó được chuyển đến Philadelphia, Pennsylvania vào cuối năm 1962, nơi nó bị bỏ không cho đến khi bị bán để tháo dỡ vào ngày 29 tháng 12 năm 1966.

## Phần thưởng
Edison được tặng thưởng sáu Ngôi sao Chiến trận do thành tích phục vụ trong Thế Chiến II.